# TSV Heusenstamm
TSV Heusenstamm is een Duitse sportclub uit Heusenstamm, Hessen. De club is actief in onder andere fitness, voetbal, vrijetijdssport, voetbal, handbal, jiu-jitsu, judo, karate, atletiek, zwemmen, turnen en blaasorkest. De club werd in 1873 opgericht als Turnverein Heusenstamm. 

## Voetbal
In 1906 werd in de turnvereniging die sinds 1873 bestond ook een voetbalafdeling opgericht. In 1910 sloten ze zich aan bij de Zuid-Duitse voetbalbond. In 1920 speelde de club voor het eerst in de hoogste afdeling van de Zuidmaincompetitie. De club werd laatste, maar degradeerde niet door de invoering van de Maincompetitie, die aanvankelijk uit vier reeksen bestond en over twee seizoenen werd teruggebracht naar één reeks. Ook in het tweede seizoen werd de club laatste en degradeerde nu wel.
In 1923 besliste de Deutsche Turnerschaft dat turnclubs en balsportclubs gescheiden moesten worden waardoor de voetbalafdeling zelfstandig werd onder de naam SV 06 Heusenstamm. In 1928 maakte de club kans op promotie, maar miste die uiteindelijk. Op 11 oktober 1928 fuseerde de club met FSV 1919 Heusenstamm en werd nu FSV 06 Heusenstamm. In 1930 werd de club kampioen, maar kon opnieuw geen promotie afdwingen. In 1931 slaagden ze hier wel in. De club begon goed aan de heenronde en stond op een bepaald moment vierde, maar zakte daarna weg en eindigde negende op elf clubs. Door competitie-inkrimping moest de club ook degraderen.
Door de invoering van de Gauliga in 1933 werd de concurrentie zwaarder. In 1934 nam de club nog deel aan de eindronde om promotie, maar moest deze aan FC Union 07 Niederrad laten. Ook in 1941 liep de club de promotie mis, deze keer ten voordele van SV Darmstadt 98. 
Na de Tweede Wereldoorlog werden alle Duitse clubs ontbonden. De voormalige spelers sloten zich later aan bij sportclub TSV Heusenstamm, waar ze voor 1923 ook al toe behoorden. Vanaf 1949 speelde de club in de vierde klasse en in 1958 promoveerde de club naar de Amateurliga Hessen. In 1961 werden ze vicekampioen achter 1. Hanauer FC 1893 en ook het volgende seizoen werden ze tweede, deze keer achter Darmstadt 98. In deze tijd kwamen gemiddeld zo'n 1.000 toeschouwers kijken in het 7500 inwoners tellende dorp. In 1965 degradeerde de club uit de Amateurliga. Vier jaar later zakte de club ook uit de Gruppenliga, maar kon in 1971 terugkeren. In 1973 en 1975 maakte de club kans op promotie, maar moest deze uiteindelij kaan FV 1906 Sprendlingen en SpVgg 03 Neu-Isenburg laten. In 1982 degradeerde de club voorgoed uit de vierde hoogste klasse. Eind jaren tachtig kwam de toekomst van de club in het gedrang maar TSV overleefde het. Van 1997 tot 2001 speelde de club nog in de Bezirksoberliga.